# Sunflower seeds

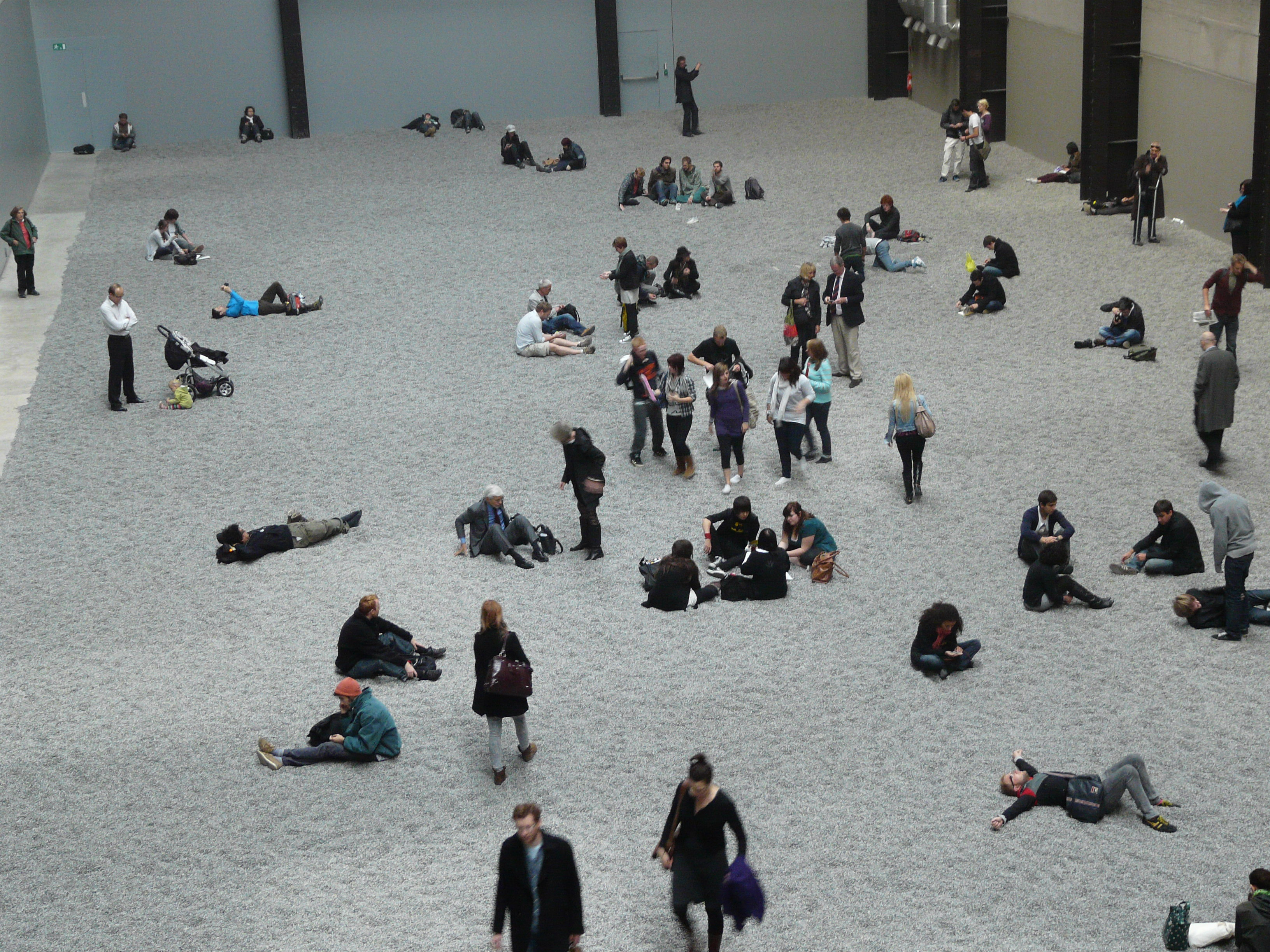
Installationen Sunflower seeds i turbinhallen på Tate Modern i London

Sunflower seeds är en installation av Ai Weiwei.
Sunflower seeds visades första gången på Tate Modern i London oktober 2010–maj 2011. Den har sedan också visats på Mary Boone Gallery i New York januari-februari 2012.
Sunflower seeds utmanar åskådarens första intryck av vad hon eller han ser. Vad som först förefaller vara miljoner identiska solrosfrön med skal, är i själva verket unika tillverkade målade porslinsobjekt. De ser realistiska ut, men är konstgjorda. De ser ut att vara massfabricerade och lika, men är handmålade och har individuella avvikelser i det lilla. Likaså är innebörden något annat än en hög porslinssolrosfrön.
Solrosfröna är gjorda i staden  Jingdezhen, där porslin tillverkats sedan många hundra år. Varje frö är format individuellt för hand och också målat för hand av yrkesmässiga porslinsmålare i små verkstäder. De 100 miljonerna handgjorda fröna lyfter fram en möjligen för Kina unik kombination av massproduktion och traditionellt hantverk.
Sunflower Seeds är ett av många verk av Ai Weiwei, där han använt sig av porslin, bland andra kopior av vaser efter original från olika dynastier, dräkter, pelare och vattenmeloner. I detta fall tog det 1.600 personer två och ett halvt år att tillverka porslinsfröna.
Solrosfrön är i Kina ett vanligt tilltugg som kan inhandlas i gatustånd. För Ai Wewei associerar solrosfrön till personliga minnen från familjens förvisning till avlägsna områden i Kina och från kulturrevolutionen 1966–76, då solrosfrön var en viktig överlevnadsföda under svältperioder. Solrosmotivet associerar också med bilden av massorna som solrosor som vände sig mot solen Ordförande Mao, en populär symbolisk offentlig bild under den perioden.
Vid utställningen i London fick publiken till en början röra sig, sitta och leka i solrosfröhögen, vilket var Ai Weiweis avsikt med installationen. Museet bedömde dock att detta rörde upp giftigt damm från porslinet, vilket gjorde att detta efter två dagar förbjöds av hälsoskäl.